# 岡本保忠 (新助)
岡本 保忠（おかもと やすただ）は、下野国塩谷郡の戦国武将。

## 人物・経歴
塩谷郡の国人領主である塩谷氏の一門、義通の子として生まれるが、外祖父の岡本正親が戦で2人の嫡子を失うと、兄の義保、保真とともに正親の養子となる。その後、義保が岡本家、保真が義通の家督を継ぐが、保忠はその両兄を支えつつ、自らは岡本保忠と塩谷高通（清通）と岡本姓の名と塩谷姓の名の二つを名乗り、いずれかの家が断絶しても、その後を継げるようにしていた。
保忠は、大坂の陣に2人の兄とともに参陣するなど、文武両面で岡本家と塩谷家の両家を支え続けるが、寛永20年（1643年）、58歳で没する。法名は孝徳院殿忠順有保居士。この翌年、甥の岡本義政と次兄の保真の間で内紛（泉騒動）が起き、岡本家は改易、塩谷家は断絶の憂き目を見る。
しかし、保忠の子孫は、岡本家改易直後は浪人となるものの、徳川綱重に仕え、その子六代将軍徳川家宣の時に奥右筆になるなどして栄え、天保7年（1836年）には、保忠の子孫である御馬医桑嶋吉郎右ェ門と奥祐筆岡本勘左ェ門は、岡本家の菩提寺である鏡山寺に祖先の保忠のために寄進し、新たな墓石を建てこれが現在に残っている。